# La Vacquerie-et-Saint-Martin-de-Castries
La Vacquerie-et-Saint-Martin-de-Castries è un comune francese di 144 abitanti situato nel dipartimento dell'Hérault nella regione dell'Occitania.

## Società

### Evoluzione demografica
Abitanti censiti